# Người Nhật (Trung Quốc)
Người Trung Quốc gốc Nhật Bản là người Nhật Bản hải ngoại hay còn gọi là Nhật kiều và người di cư và con cháu của họ cư trú tại Trung Quốc. Có 127.282 công dân Nhật Bản sống ở Cộng hòa Nhân dân Trung Hoa vào năm 2009. Khoảng 105.764 công dân Nhật Bản cư trú tại Trung Quốc đại lục, 27.429 ở Hồng Kông và Ma Cao, khoảng 20.373 ở Trung Hoa Dân quốc.

## Lịch sử
Năm 777, Nhà Đường đã nhận 11 vũ công người Nhật như là triều cống từ Vương quốc Bột Hải.
Trong chiến tranh thế giới thứ hai, Nhật Bản đã lên kế hoạch di cư 5 triệu đến Mãn Châu và Nội Mông. Trong thập kỷ này, số người quốc tịch Nhật Bản sống ở khu vực Mãn Châu và Nhật Bản chiếm đóng của Trung Quốc đã tăng từ 46.000 lên 127.000 và con cái của những người nhập cư sinh ra trên lãnh thổ Trung Quốc ban đầu cũng là công dân Nhật Bản.
Vào tháng 8 năm 1945, sau khi Nhật Bản đầu hàng vô điều kiện, có gần 4 triệu người nước ngoài và tù nhân Nhật Bản ở Trung Quốc đại lục và Đài Loan. Và dân cư Đông Bắc Trung Quốc của người Triều Tiên khác nhau, đại đa số người Nhật ở nước ngoài chụp là chính phủ quốc gia dần dần hồi hương. Năm 1949, Cộng hòa Nhân dân Trung Hoa được thành lập. Chính phủ mới tiếp tục chính sách ban đầu, công nhận rằng người Hàn Quốc là dân tộc thiểu số và người Triều Tiên là công dân Trung Quốc, nhưng họ không công nhận người Nhật là công dân Trung Quốc. Kể từ những năm 1950, chính phủ mới một lần nữa khởi xướng hồi hương tập thể, chỉ còn 40.000 người nước ngoài Nhật Bản và hơn một ngàn tù nhân chiến tranh Nhật Bản ở Trung Quốc đại lục trở về nước. Sau khi hồi hương tập trung, các di tích của Nhật Bản chủ yếu là trẻ mồ côi chiến tranh được các gia đình ở vùng đông bắc Trung Quốc nhận nuôi. Sau khi bình thường hóa quan hệ ngoại giao giữa Trung Quốc và Nhật Bản vào năm 1972, khoảng 2.800 trẻ mồ côi Nhật Bản đã trở lại Trung Quốc theo từng giai đoạn. Cuối cùng, một số rất nhỏ người sống sót của các di tích Nhật Bản đã ở lại Trung Quốc và có được quốc tịch Trung Quốc.
Sau khi cải cách và mở cửa, trao đổi nước ngoài của Trung Quốc đã trở nên ngày càng thường xuyên. Vào tháng 8 năm 2014, dữ liệu do Bộ Ngoại giao Nhật Bản công bố cho thấy hơn 1,2 triệu người Nhật định cư ở nước ngoài, trong đó khoảng 140.000 người định cư ở Trung Quốc, chỉ đứng sau Hoa Kỳ trong tất cả các quốc gia. Trong bối cảnh chính phủ Trung Quốc không công nhận hai quốc tịch và nhập quốc tịch Trung Quốc, số người Nhật nhập quốc tịch là công dân Trung Quốc là rất ít. Nakamura Yuki là một số rất ít vận động viên nhập tịch.

## Giáo dục
Trung Quốc đại lục có nhiều trường học quốc tế Nhật Bản như:
- Trường Nhật Bản Bắc Kinh
- Trường Nhật Bản Đại Liên
- Trường Nhật Bản Quảng Châu
- Trường Nhật Bản Hàng Châu (杭州日本人学校) đại lục
- Trường Nhật Bản Thanh Đảo (青島日本人学校 / 青岛日本人学校) đại lục
- Trường Nhật Bản Thượng Hải
- Trường Nhật Bản Thâm Quyến
- Trường Nhật Bản của Tô Châu
- Trường Nhật Bản Thiên Tân

Chương trình tiếp tục giảng dạy tiếng Nhật cho trẻ em Nhật Bản tại Trung Quốc đại lục bao gồm những ở Nam Kinh, Ninh Ba, Thẩm Dương, Thâm Quyến, Vô Tích và Châu Hải.

## Nhân vật nổi tiếng
Người Trung Quốc gốc Nhật
- Tuệ Sanh — công chúa Đại Thanh
- Tưởng Anh — ca sĩ opera và nhà giáo dục âm nhạc nổi tiếng
- Tưởng Vĩ Quốc
- Trịnh Thành Công — nhà lãnh đạo nhà Minh
- Hiro Saga (Tha Nga Gạo) — vợ của Hoàng tử Phổ Kiệt, anh trai của Hoàng đế Phổ Nghi
- Tần Nhơ — xã hội và gián điệp đã thu thập thông tin tình báo trên Lục quân Đế quốc Nhật Bản

Người Bản hải ngoại tại Trung Quốc
- Ken'ichi Miura [ja; zh] (三浦 研一 Miura Ken'ichi?) — Diễn viên Nhật Bản tại Trung Quốc